# Pont levant de la rue de Crimée

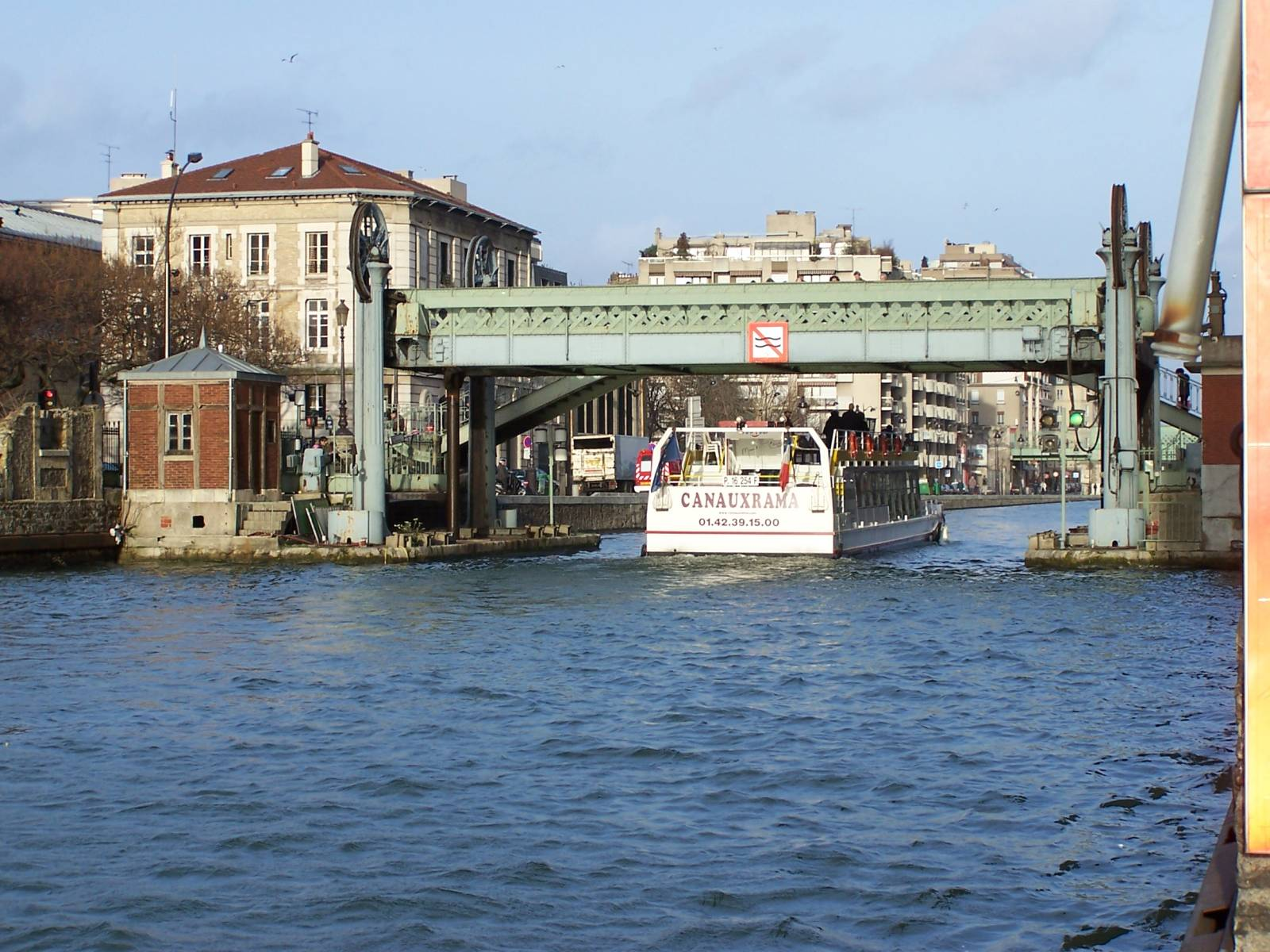
Der Pont levant de la rue de Crimée an der Mündung des Canal de l’Ourcq in das Bassin de la Villette im angehobenen Zustand

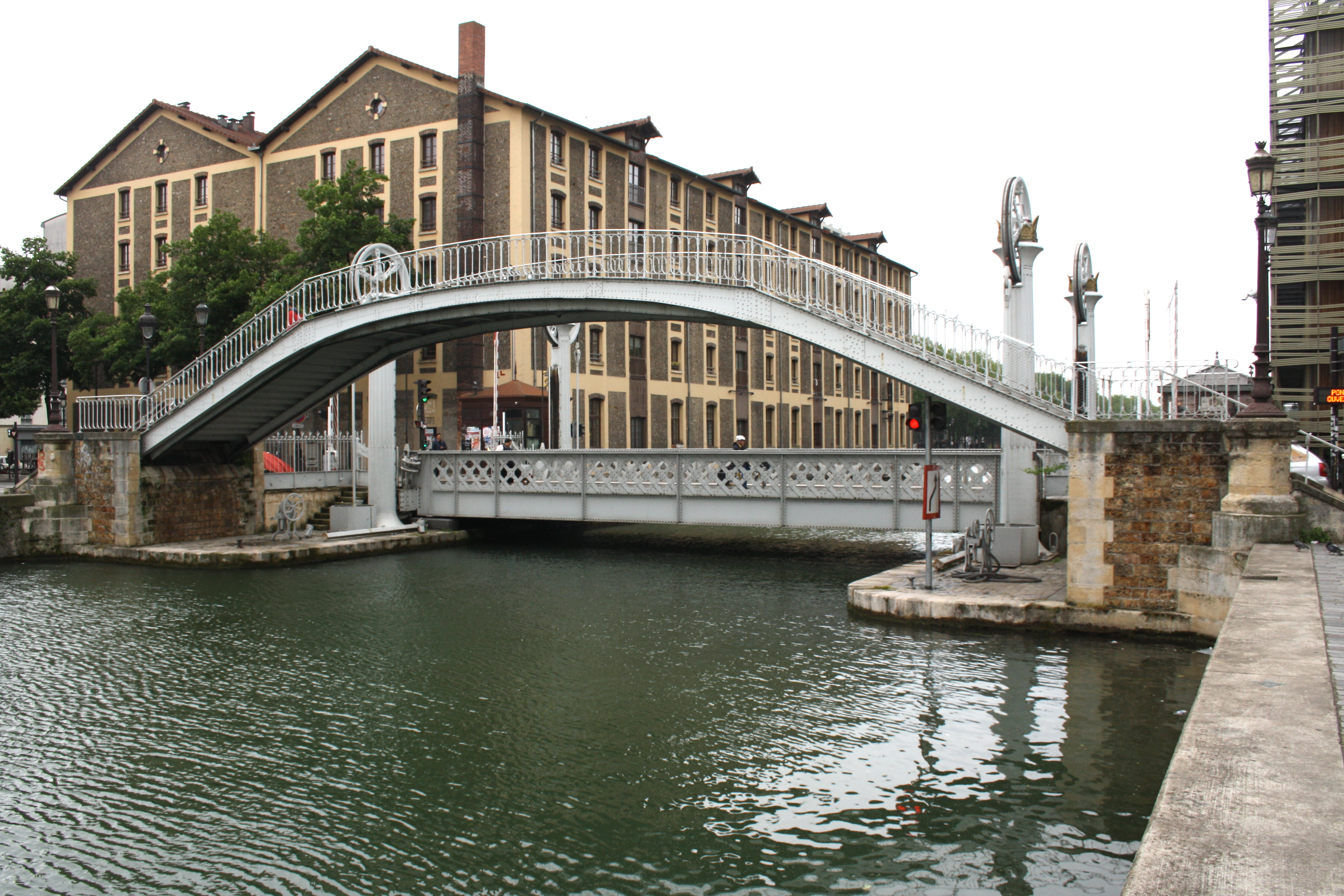
Die Brücke im heruntergelassenen Zustand, nördlich davor der Fußgängersteg

Der Pont levant de la rue de Crimée (auch: Pont de Crimée oder Pont de Flandres) ist eine Hubbrücke über den Canal de l’Ourcq im 19. Arrondissement von Paris. Er war die erste hydraulisch betriebene Hubbrücke Frankreichs und ist die letzte verbliebene Hubbrücke der Stadt.

## Name
Den Namen gibt die Rue de Crimée, in deren Verlauf die Brücke liegt. Die Krim (fr: Crimée) ist eine Halbinsel im nördlichen Schwarzen Meer. Im Zuge des Krimkriegs standen sich 1855/56 dort französische und russische Truppen gegenüber.

## Vorgeschichte

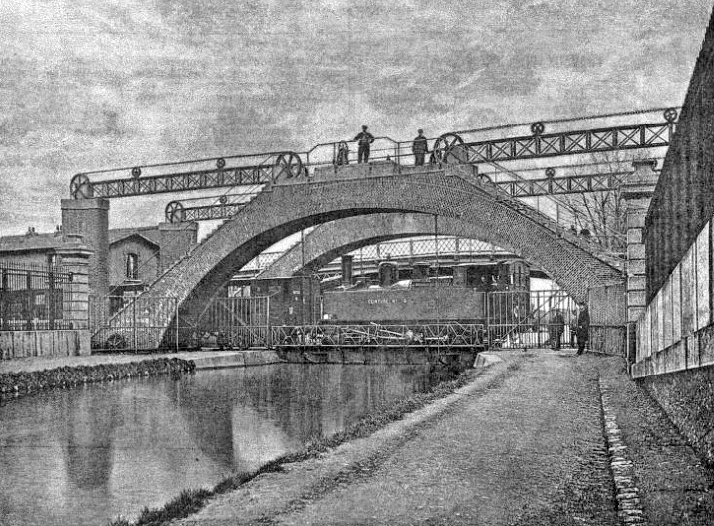
Hubbrücke beim Bahnhof Marché aux Bestiaux de La Villette mit Lokomotive 9 des Chemin de Fer de Petite Ceinture

1802 wurde der Bau des Canal de l’Ourcq zum Zweck der Versorgung der Stadt Paris mit Trinkwasser beschlossen. 1805 ließ Napoleon Bonaparte die Pläne ändern, um ihn für Boote durchschnittlicher Größe schiffbar zu machen. 1808 wurde das Bassin de la Villette als Wasserreservoir fertiggestellt und am 15. August 1813 die Schifffahrt zwischen Claye und Paris aufgenommen. Ab dem 23. Dezember 1825 konnten die Schiffe durch den fertiggestellten Canal Saint-Martin die Seine erreichen.
Die Rue de Crimée, eine Verbindungsstraße zwischen der Rue de Flandre und der Rue d’Allemagne (seit 1914: Avenue Jean Jaurès) kreuzt den Canal de l’Ourcq kurz vor dessen Mündung in das Bassin de la Villette. 1874 wurde dort als Ersatz für eine 1871 abgebrannte Holzbrücke eine Drehbrücke angelegt, die den Kanalquerschnitt aber auf 7,80 m verengte. Rund 25 mal am Tag wurde sie geöffnet, wobei der Straßenverkehr jeweils für ca. 15–60 Minuten zum Erliegen kam. All dies erwies sich mit der Zeit als unbefriedigend: Eine Kanalbreite von 15 m und dessen Vertiefung von 2 m auf 3,20 m wurde daher angestrebt. Als problematisch erwies sich der Umstand, dass im Verlauf der Straße unter dem Kanal ein Abwasserkanal existierte.
Bereits 1868 war wenige hundert Meter nördlich eine Hubbrücke über den Canal de l’Ourcq in Betrieb genommen worden, die auch dem Eisenbahnverkehr diente. Das zum Chemin de Fer de Petite Ceinture gehörende Gleis führte vom Bahnhof Marché aux Bestiaux de La Villette (Viehmarkt La Villette) zu den auf der anderen Kanalseite gelegenen Schlachthöfen.

## Geschichte und Beschreibung

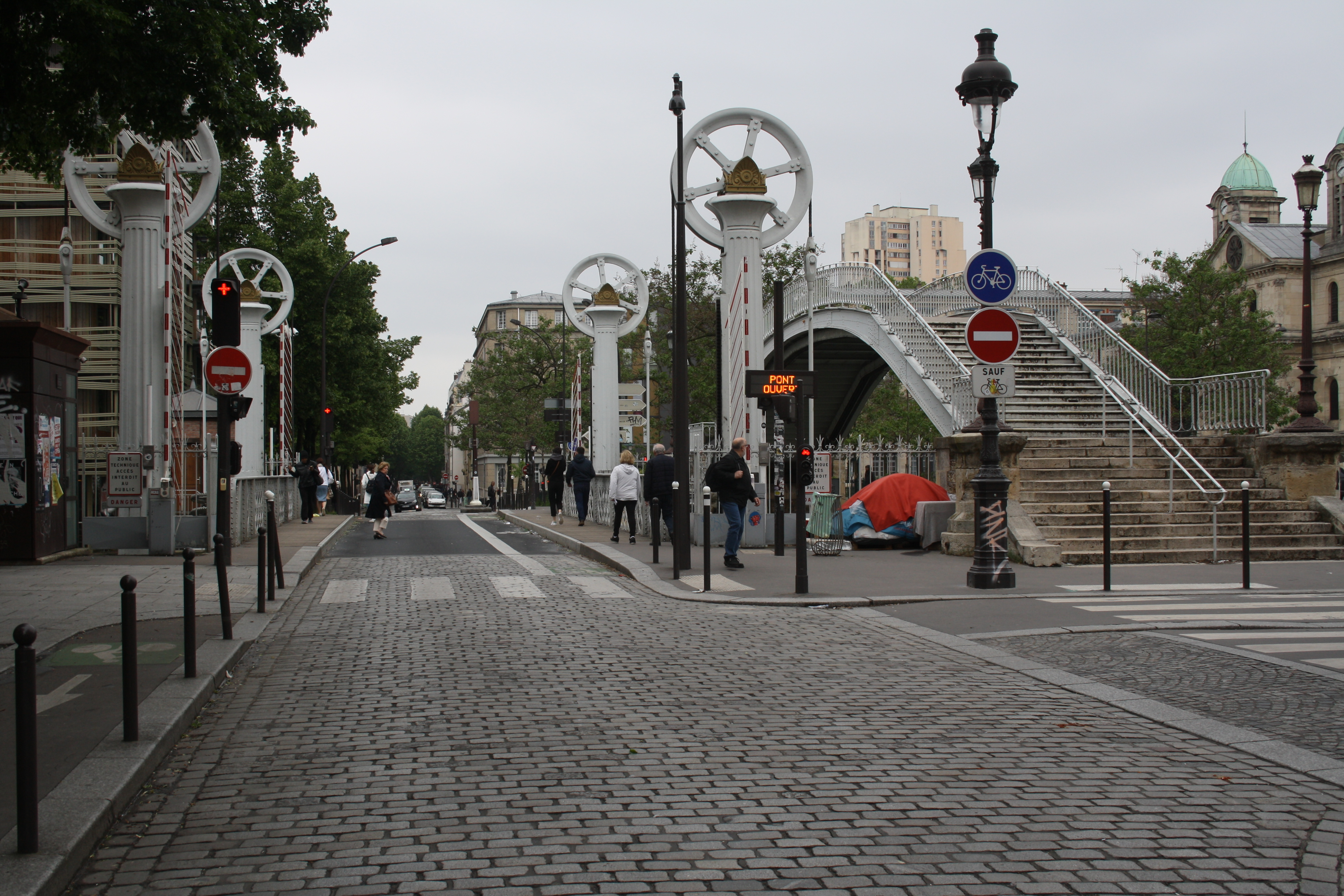
Rue de Crimée, Umlenkrollen und Fußgängersteg

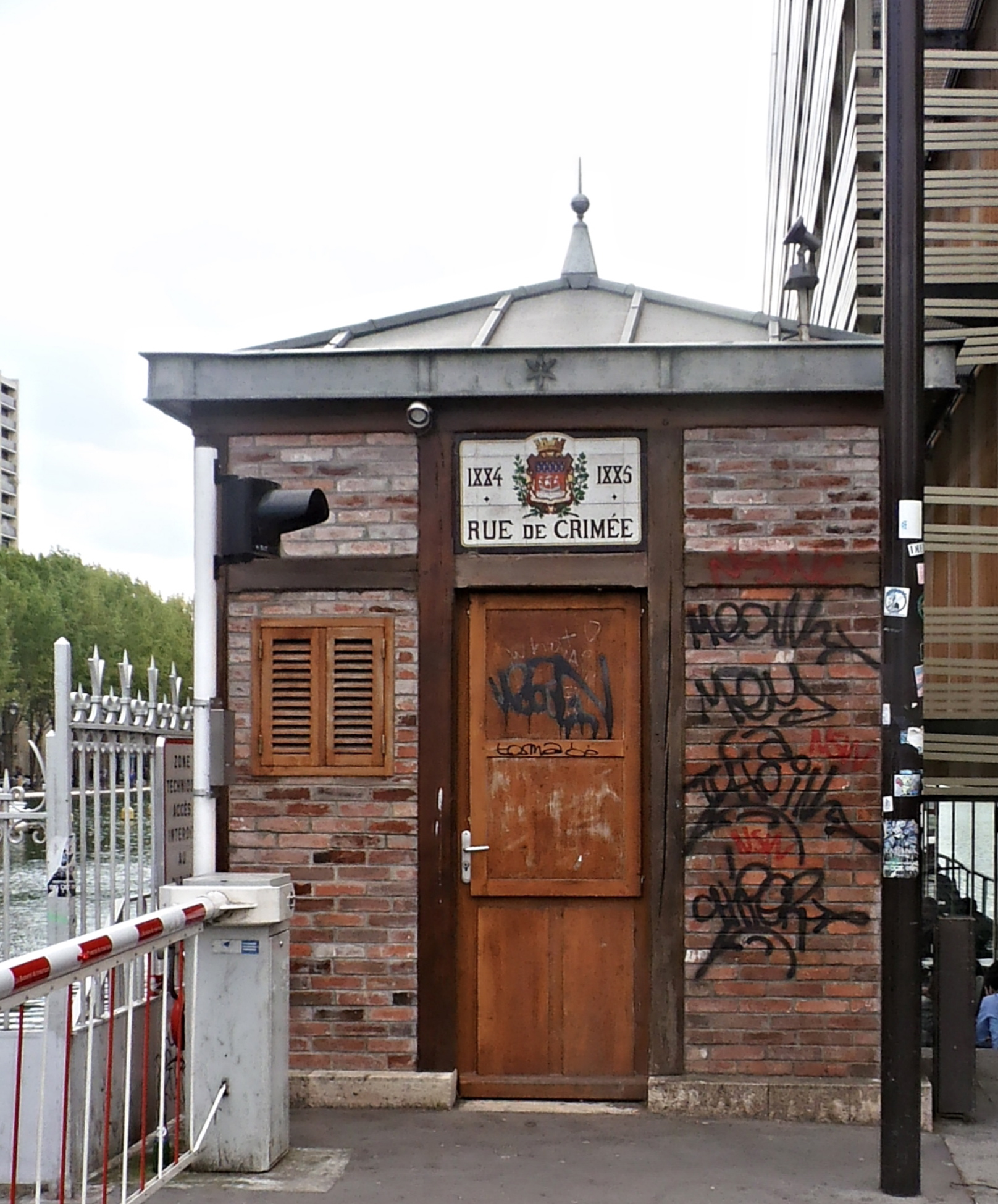
Brückenwärterhäuschen und Schranke

Zwischen dem 29. Juni und dem 18. Juli 1884, der Periode der jährlichen Ruhezeit des Kanals zu Inspektions- und Ausbesserungszwecken, wurden beiderseits der Widerlager der alten Brücke Fangdämme errichtet. Innerhalb von 19 Tagen wurden im trockengelegten Brückenbereich Widerlager für die neue Brücke und nebeneinander zwei neue Abwasserkanäle anstelle des einen bisherigen gebaut. So konnte man, unter Beibehaltung des Niveaus der Künette, deren Tunneldecken um 1,20 m absenken und die Anlage eines Dükers vermeiden. Auch Kanäle, die Rohrpost-, Telegrafen- und Telefonleitungen beherbergten, wurden verlegt. Für die Fußgänger wurde provisorisch ein Steg in ausreichender Höhe, für den Straßenverkehr in Höhe der Rue Evette eine temporäre Brücke aus Eisenträgern mit Holzfahrbahn errichtet, deren Brückenfeld mit Winden bewegt werden konnte.
Der Entwurf stammte von Edmond Humblot, der einen optisch ansprechenden Plan vorgelegt hatte. Ähnliche Brücken waren bis dahin nur mit Hilfe von wenig ästhetisch empfundenen Lösungen realisiert worden. Für die Bauausführung wurde das Unternehmen Fives-Lille gewählt. Die neue Brücke wurde als Hubbrücke errichtet, deren Fahrbahn – erstmals in Paris – hydraulisch bewegt wurde. Dabei wurden für jeden Hubvorgang 2 m³ Wasser verbraucht. Am 2. August 1885 wurde das seinerzeit technisch wie architektonisch außergewöhnliche Bauwerk in Betrieb genommen. Charakteristisch für die Brücke sind die vier großen Umlenkrollen, über die die Zugseile laufen.
Die Wartezeiten für den Straßenverkehr reduzierten sich auf 5–15 Minuten. Bei angehobener Fahrbahn wird der Straßenverkehr durch Schranken unterbrochen, Fußgänger können den Kanal auf einem benachbarten Steg überqueren. Täglich wird die 85 t schwere Brücke ungefähr 25-mal, d. h. etwa 9000-mal im Jahr bewegt. Das ehemalige Brückenwärtergebäude ist nicht mehr in Betrieb, gesteuert wird der Vorgang vom zentralen Schleusenwärterposten an der ersten Schleuse des Canal Saint-Denis.
Seit 1993 steht die Brücke unter Denkmalschutz. 2011 wurde sie renoviert und das Hydrauliksystem modernisiert.